# 버네사 에스텔 윌리엄스
버네사 에스텔 윌리엄스(Vanessa Estelle Williams, 1963년 5월 12일 ~ )는 미국의 배우이다.

## 출연 작품
- 캔디맨 - 앤마리 매코이 역